# Eduard Karl Kirchhoff
Eduard Karl Georg Friedrich Kirchhoff (* 26. August 1846 in Stade, Königreich Hannover; † 25. Januar 1917 in Dresden) war ein sächsischer Generalleutnant.

## Leben
Eduard Kirchhoff, Sohn eines königlich-hannoverschen Majors, erreichte am 29. November 1864 den Rang eines Leutnants in der königlich-hannoverschen Armee. Nach der Niederlage des Königreich Hannover und anschließender Annexion der Monarchie im Zuge des Krieges gegen Preußen trat Kirchhoff in sächsische Dienste über, wonach er 1867 im 1. Königlich Sächsischen Leib-Grenadier-Regiment Nr. 100 angestellt wurde. Am 21. Juni 1869 wurde er zum Oberleutnant befördert und als Bataillonsadjutant verwendet. Er rückte nach Ausbruch des Krieges gegen Frankreich mit seinem Verband an die Front und wurde mit dem Eisernen Kreuz I. Klasse ausgezeichnet. Nach Kriegsende stieg er am 22. April 1874 zum Hauptmann und Kompaniechef im Infanterie-Regiment „Kronprinz“ (5. Königlich Sächsisches) Nr. 104 auf. Nach mehreren Jahren in dieser Eigenschaft wurde er am 21. Mai 1886 zum Major und Bataillonskommandeur im 8. Infanterie-Regiment „Prinz Johann Georg“ Nr. 107 befördert, wonach er schon am 20. Mai 1890 zum Oberstleutnant und etatsmäßigen Stabsoffizier beim 11. Königlich Sächsischen Infanterie-Regiment Nr. 139 befördert wurde. Seine Beförderung zum Oberst erreichte ihn am 25. Juni 1893, wobei er zeitgleich zum Regimentskommandeur des 10. Infanterie-Regiment Nr. 134 ernannt wurde. 1897 wurde er zu den Offizieren von der Armee versetzt und am 22. März 1897 zum Generalmajor und Brigadekommandeur der 4. Infanterie-Brigade Nr. 48 ernannt. Unter Genehmigung seines Abschiedsgesuches wurde er am 17. April 1900 mit dem Charakter eines Generalleutnants zur Disposition gestellt.